# Hylaeus alpinus
Hylaeus alpinus là một loài Hymenoptera trong họ Colletidae. Loài này được Morawitz mô tả khoa học năm 1867.